# Jean Garçon
Pour les articles homonymes, voir Garçon (homonymie).
Jean Garçon né le 14 février 1928 au 10, rue de l’Eperon à Paris et mort le 24 novembre 2010 à Esquibien est un dessinateur, designer, graphiste, publicitaire français,.
À partir du milieu des années 60, il commence à dessiner une série de meubles en acier aux lignes légères et de jeux de cartes très graphiques, puis de bijoux et d’objets usuels en plastique pour la maison qui font la caractéristique de son travail de créateur.

## Biographie

### Jeunesse
Né à Paris en 1928, Jean Garçon passe son enfance entre Paris et Montplaisir, la propriété de ses parents dans la Vienne. Il est le fils benjamin de l’avocat et académicien Maurice Garçon.

### Carrière
Après un service militaire dans l’Allemagne occupée d’après-guerre, il entre au début des années 50 à l’école d’affichiste créée par Paul Colin.
Il en sort diplômé et commence une carrière de publicitaire comme directeur artistique au bureau parisien de l’agence américaine J. Walter Thompson. On lui doit diverses campagnes ainsi que des affiches pour différentes manifestations (Exposition internationale des matériaux et équipements du bâtiment et des travaux publics dans le parc de Saint-Cloud).

## Créations

### Le mobilier en acier
Mais très vite il reprend son indépendance et se lance dans la conception de mobilier, en particulier sous l’impulsion de l’entreprise sidérurgique Ugine Kuhlmann qui, voulant diversifier sa production d’acier et l’adapter à la vie quotidienne dans la maison, encourage des créateurs à utiliser l’acier inoxydable dans la création de meubles modernes.
Au même titre que Michel Boyer ou Maria Pergay, artistes qui lui sont contemporains et qui cherchent à redéfinir la façon de vivre dans la maison, Jean Garçon dessine à partir du milieu des années 60 une série de pièces de mobilier qui seront édités par Martine Dufour, décoratrice et propriétaire de la boutique «Pascale» rue Jacob, très courue dans ces années là par un milieu d’amateurs passionné de modernité. Elle décore notamment les appartements de Karl Lagerfeldrue de l’Université, de la chanteuse Dani en y plaçant nombre de meubles de Jean Garçon.
La célèbre directrice artistique chez Hermès puis paysagiste de talent, Nicole de Vésian, décore l’entresol de son hôtel de la rue de l’Elysée avec son propre mobilier en acier inoxidable et celui de Jean Garçon… Les meubles de Jean Garçon sont d’une traite si l’on peut dire, que la forme allège : une simple lame de métal les compose sans qu’aucune soudure ne soit visible. Une sorte de minimalisme avant la lettre.

### Création de jeux de cartes
À partir de 1967, Jean Garçon dessine des jeux de cartes au graphisme de conception tout à fait contemporaine tout en conservant la convention des figures et des couleurs.
Il crée le premier jeu pour la Société Knoll International, puis pour la Maison Lanvin et la Maison Cardin,. Suivront IBM et International Herald Tribune.
Un jeu de bridge qu'il réalise pour Knoll International a des cartes tordues, facilitant leur prise par les « rhumatisants ».

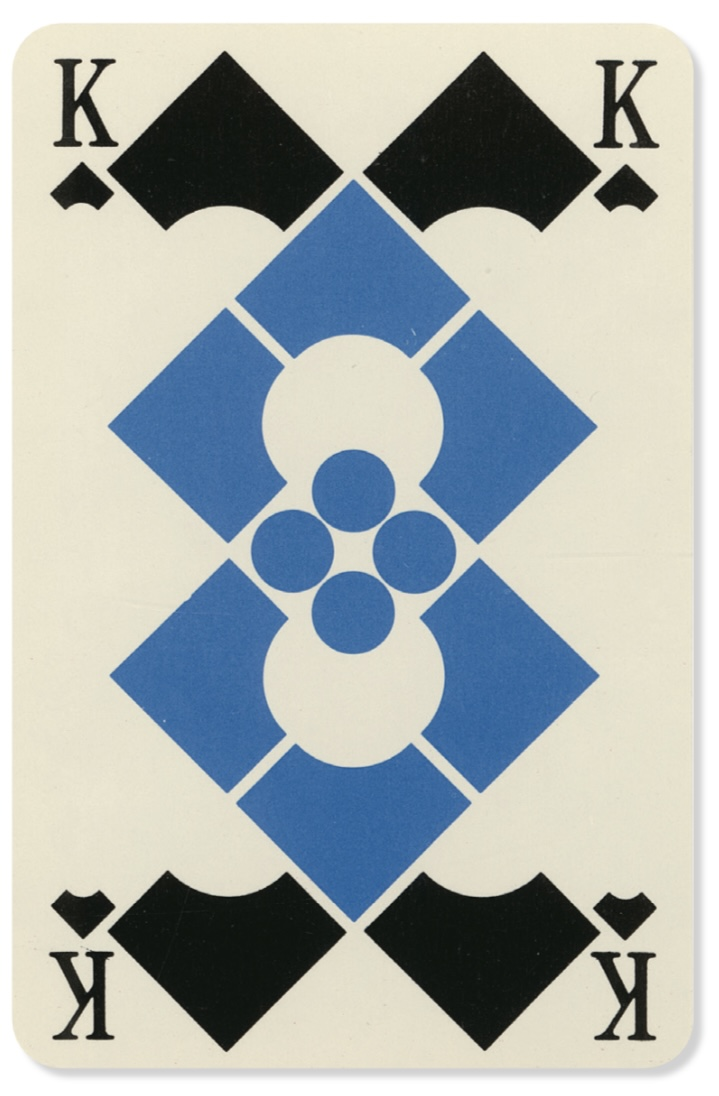
Roi de pique dessiné pour le jeu de cartes de Lanvin.
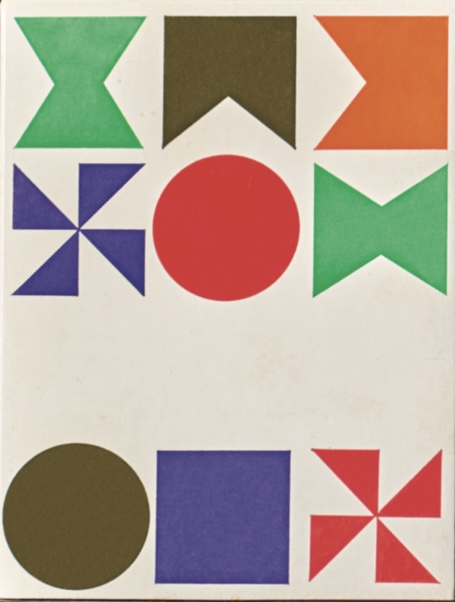
Boîtier du jeu de cartes dessiné pour Knoll International. 1967.
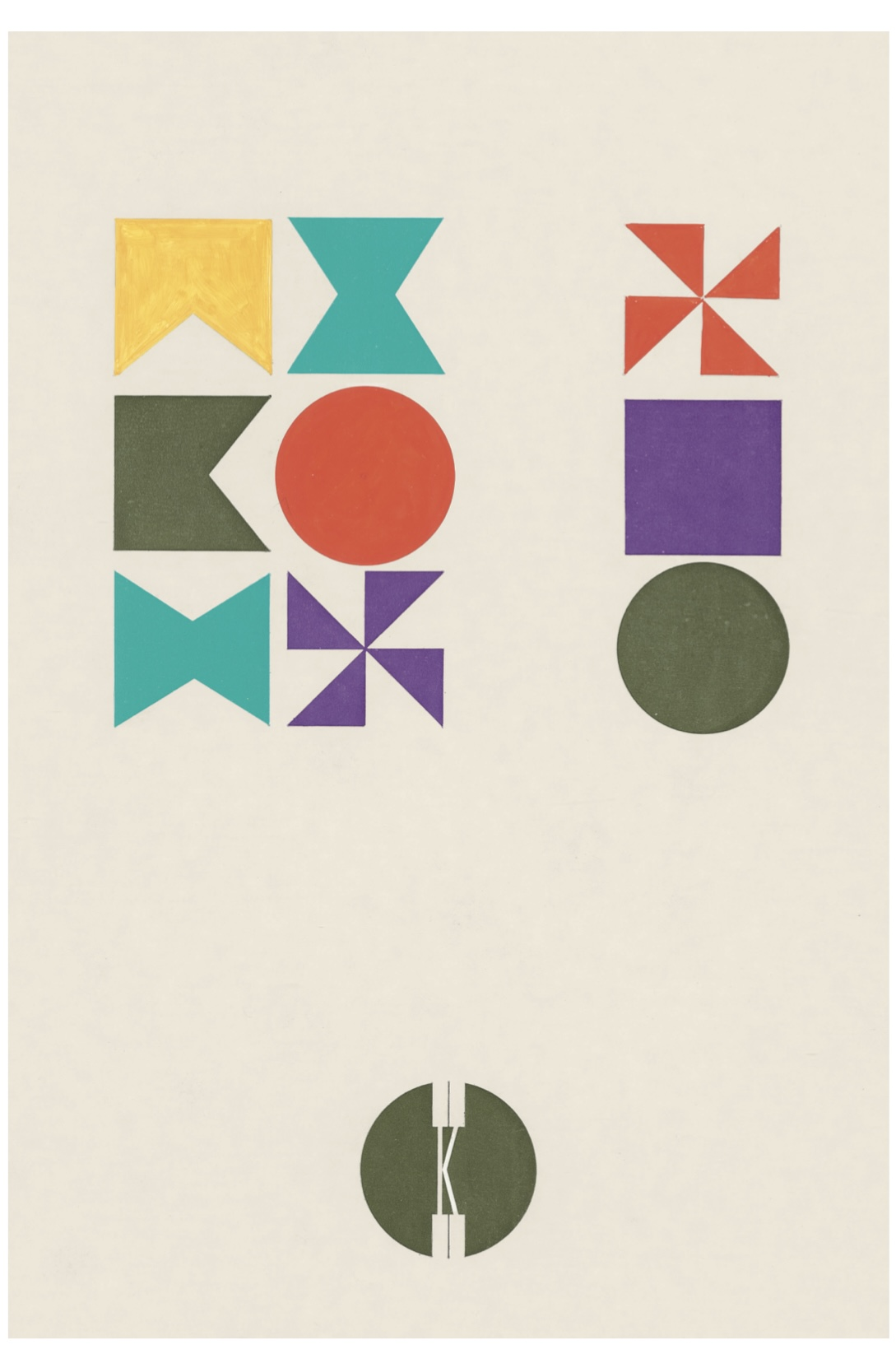
Maquette du boîtier avec variantes de coloris. 1966-1967.

### Les objets usuels pour la maison, en plastique
Pour la maison Formag Apia, il crée une dizaine de projets en plastique thermoformé: des glaces pour salle de bain, des porte-manteaux, des étagères de rangement, etc…,,,,,.

### Création de bijoux

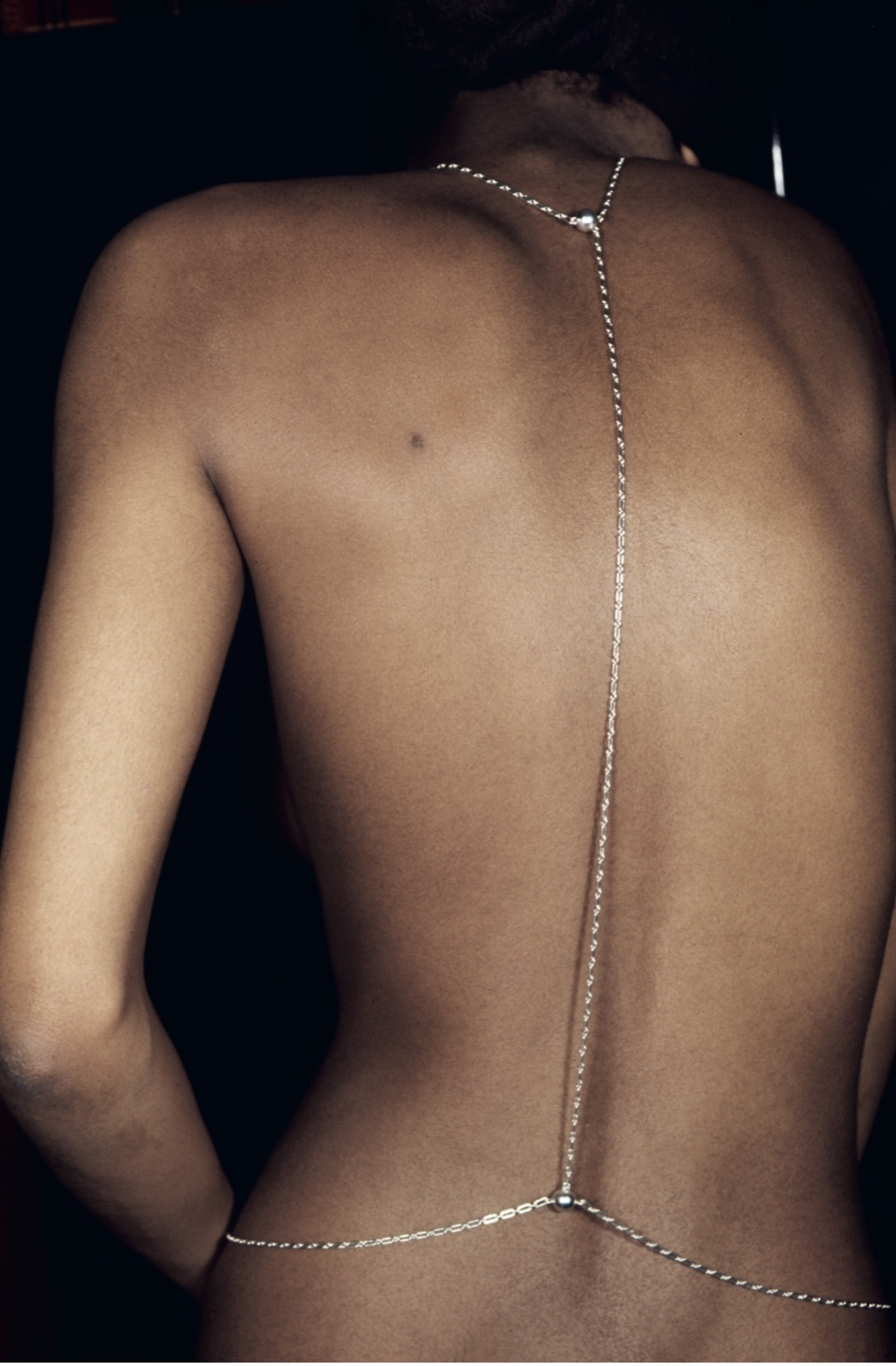
Chaîne de corps en argent réalisée en 1970 pour Jean Dinh Van.

À partir de 1969, il se passionne pour les bijoux et, sans doute influencé par le cinéma de l’époque, créé des bijoux de corps, longues chaines d’or ou d’argent qui se portent sous les vêtements, à même la peau. De fines boules d’or terminent ces chaines et permettent à la gravité de faire chuter ces fines structures souples comme souhaité le long du dos, sur le buste, etc. Il travaille avec le bijoutier Jean Dinh Van, un ami très proche, qui le convie dans son atelier afin de comprendre la fabrication artisanale de ces objets. Il crée des bijoux en parallèle pour Pierre Cardin et pour la société Murat, une des plus grandes entreprises industrielles de bijoux qui distribue à l’époque dans toute la France à travers un réseau de boutiques.